# Ярославский речной порт
Яросла́вский речно́й порт — речной порт по двум берегам реки Волги в городе Ярославле (в 522 км от Москвы). Создан в 1948 году на базе пристани, существовавшей здесь как минимум с XIII века. Единой глубоководной сетью Европейской части России связан с Балтийским, Белым, Каспийским, Азовским, Чёрным морями. Судоходство в течение 6 месяцев в году с мая по октябрь. Годовой грузооборот 3,5 млн тонн.
Имеет буксирный флот мощностью 300—1340 л. с., несамоходные баржи, плавкраны грузоподъёмностью 5-16 тонн, пассажирский  водоизмещающий флот. Располагает ремонтной базой, мастерскими, комплексом по сушке, доработке пиломатериалов, комплексом по обслуживанию пассажиров. Основными рынками услуг порта в перевозках грузов являются Ярославская, Вологодская, Московская области и город Москва.
Владельцы Открытого акционерного общества «Ярославский речной порт»: ЗАО «Спектр-Холдинг» — 57,4 %; ЗАО «Торговый дом „Ярославский речной порт“» — 31,5 %.